# Campylodontium drepanioides
Campylodontium drepanioides là một loài Rêu trong họ Fabroniaceae. Loài này được Renauld & Cardot mô tả khoa học đầu tiên năm 1894.